# Cyprian Bhekuzulu kaSolomon

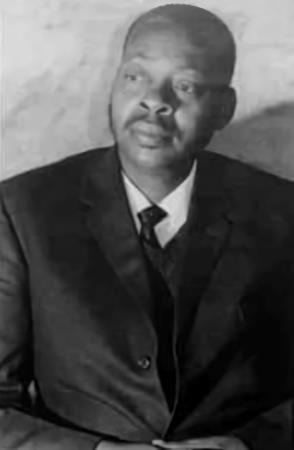
Cyprian Bhekuzulu kaSolomon

Cyprian Bhekuzulu ka Solomon (* 4. August 1924 in Mahlabatini, Zululand; † 17. September 1968 in Nongoma), auch bekannt unter dem Namen Cyprian Bhekuzulu ka Phumuzuzulu, war ein König der Zulu.
Bhekuzulu war der vierte Sohn von Solomon ka Dinuzulu. Er war von 1948 bis 1968 oberster Häuptling der Zulu und führte den Königstitel, der seit der Herrschaft von Dinuzulu keine politischen Rechte mehr mit sich brachte, zeremoniell. Unter dem Druck des Apartheidsstaates gab Bhekuzulu seine Zustimmung zur Einrichtung von regionalen Behörden für die Unterstützung der Zulu; de facto handelte es sich dabei um Verwaltungs- und Aufsichtsbehörden. Ein enger Berater des Königs war sein Cousin Mangosuthu Buthelezi.